# Idealstadt

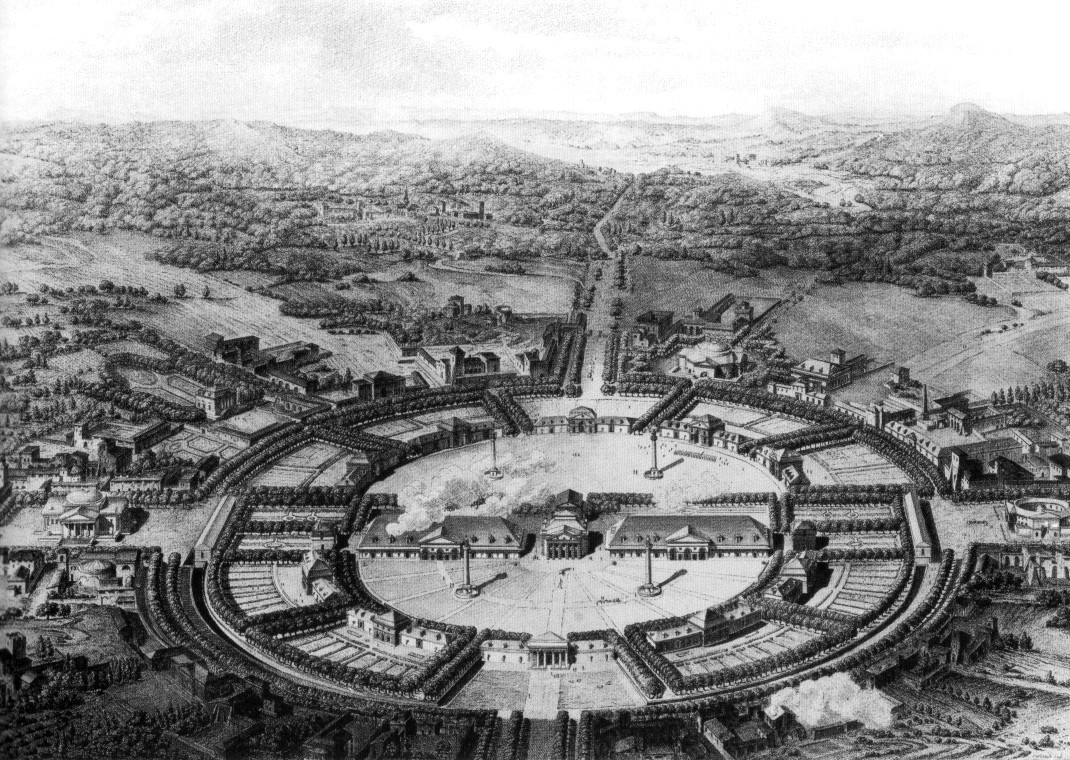
Darstellung der klassizistischen Idealstadt Chaux, entworfen 1775–1779 von Claude-Nicolas Ledoux, Kupferstich von 1804

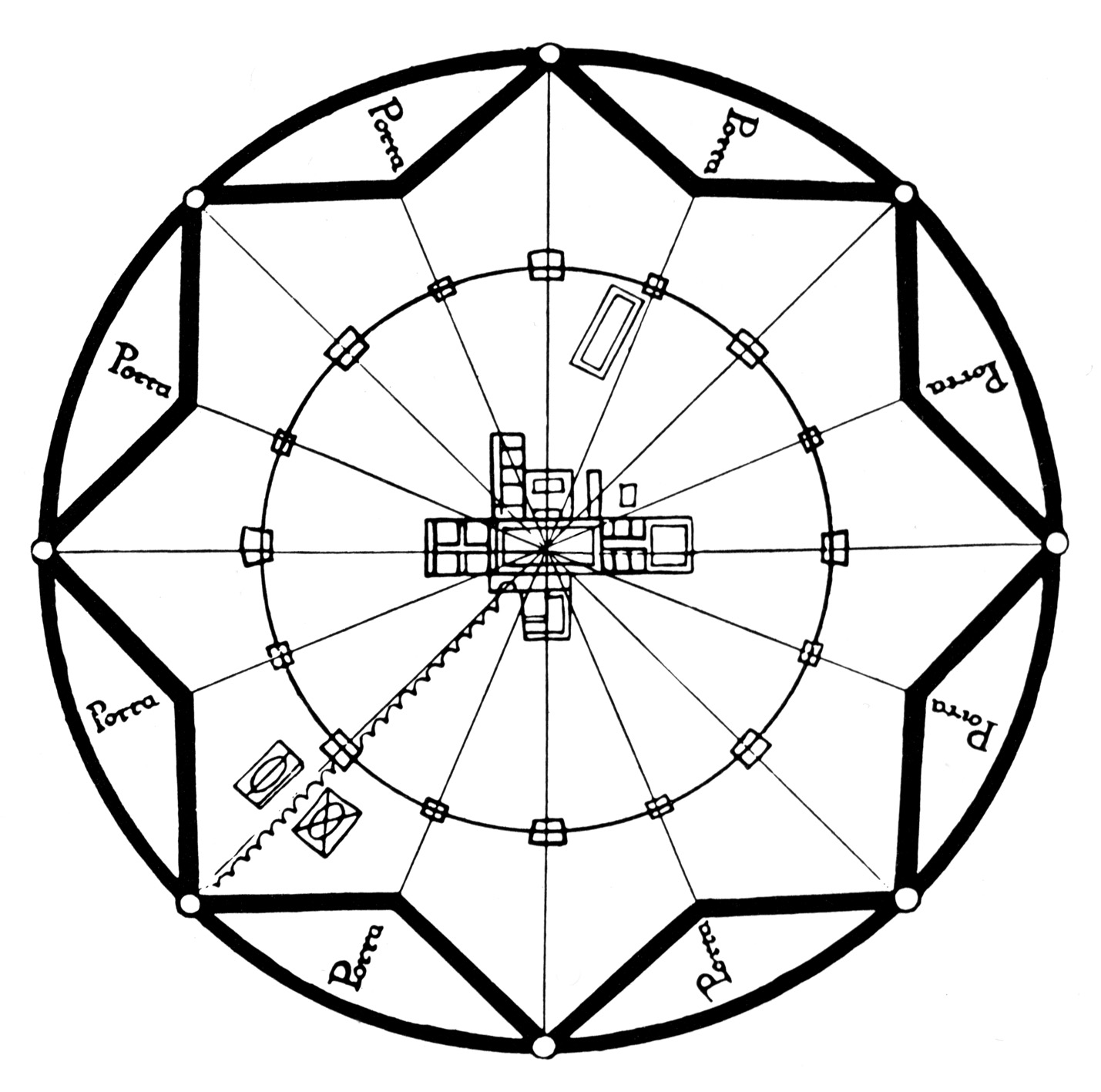
Filarete: Plan für die Idealstadt Sforzinda

Als Idealstadt wird eine stadtplanerische Vorstellung bezeichnet, bei der eine Stadt von vornherein unter einheitlichen Gesichtspunkten wie wirtschaftlicher, gesellschaftlicher und politischer Organisation – häufig verbunden mit sozialutopischen Ideen und einem ästhetischen Programm – entworfen wird.
Idealstädte wurden fast nie realisiert, doch Konzepte der Idealstadt hatten und haben Einfluss auf die Stadtplanung von Stadtneugründungen, Planstädten, Trabantenstädten und Wohnsiedlungen.

## Merkmale

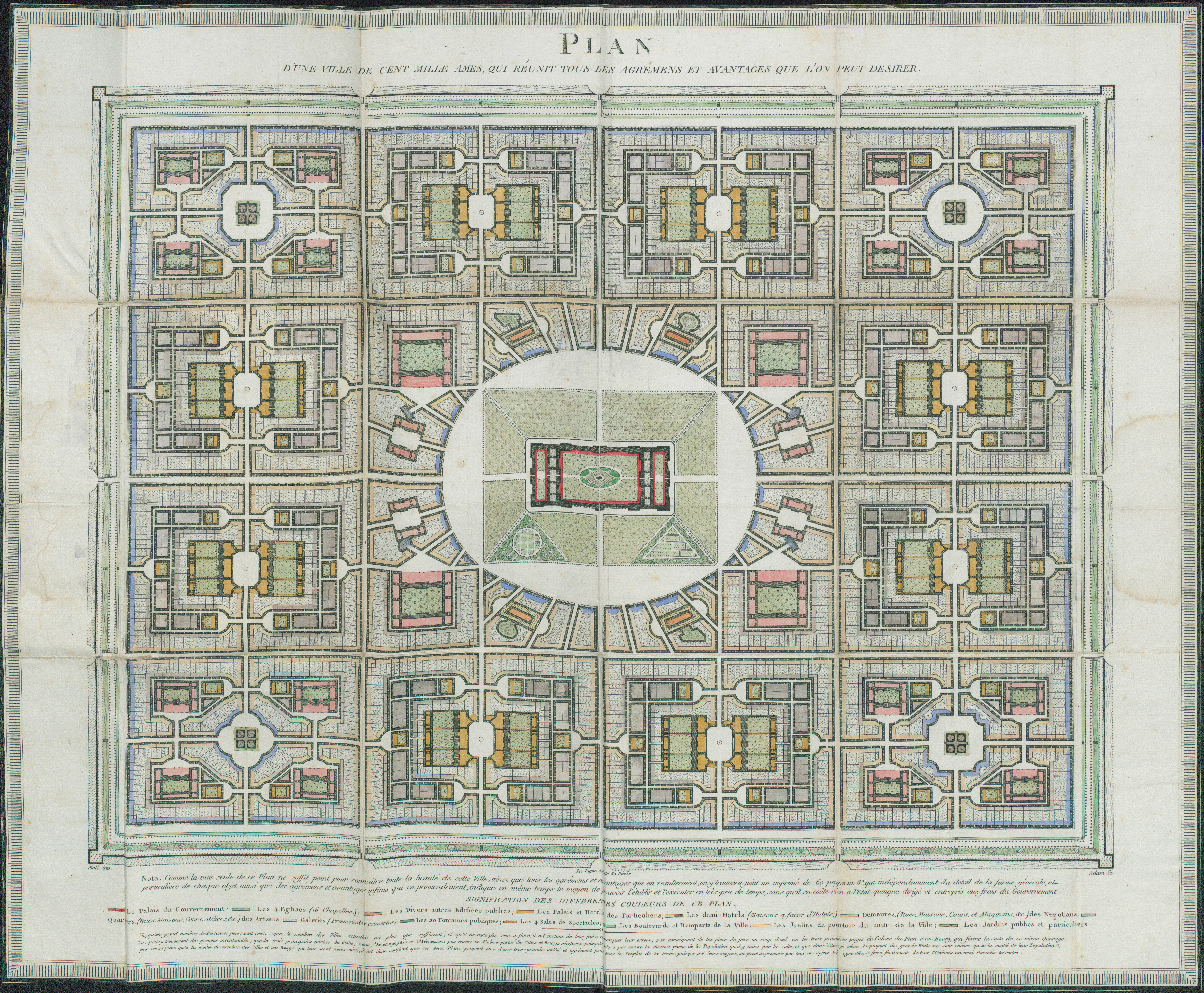
Jean-Jacques Moll: Plan einer Stadt von 100.000 Seelen, 1801

Anders als bei Städten, die aus einem Siedlungskern gewachsen sind und dabei ohne besondere Planung auch zum Abbild bestehender gesellschaftlicher Strukturen werden, stellen Entwürfe zu Idealstädten oft gewünschte Sozialstrukturen schematisch dar und bedienen sich geometrisierender Grundrisse, wie Schachbrettmuster, konzentrischer Ringe oder Sternform.

## Historische Beispiele

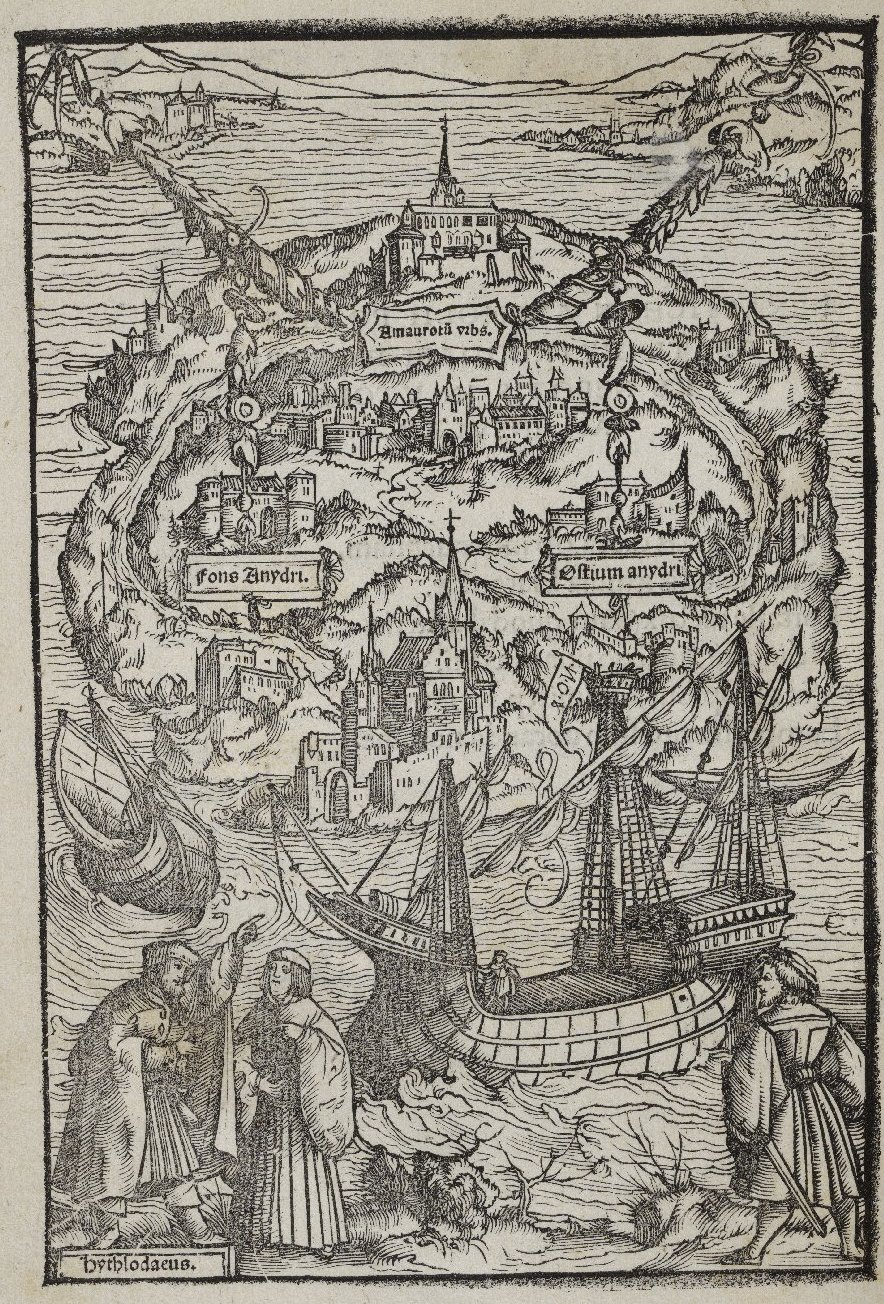
Titelseite von Morus’ Utopia (Holzschnitt von 1518)

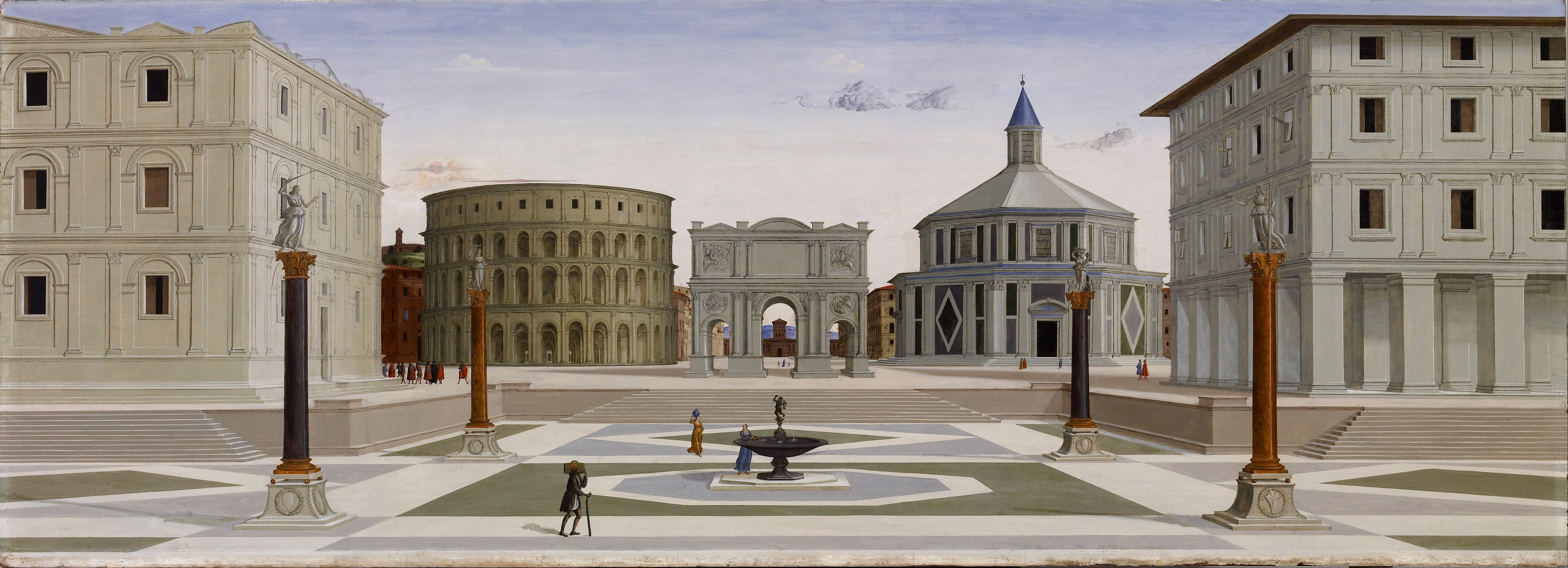
Darstellung eines zentralen Platzes in einer Idealstadt der Renaissance (Italien, ca. 1470–1480), Walters Art Museum

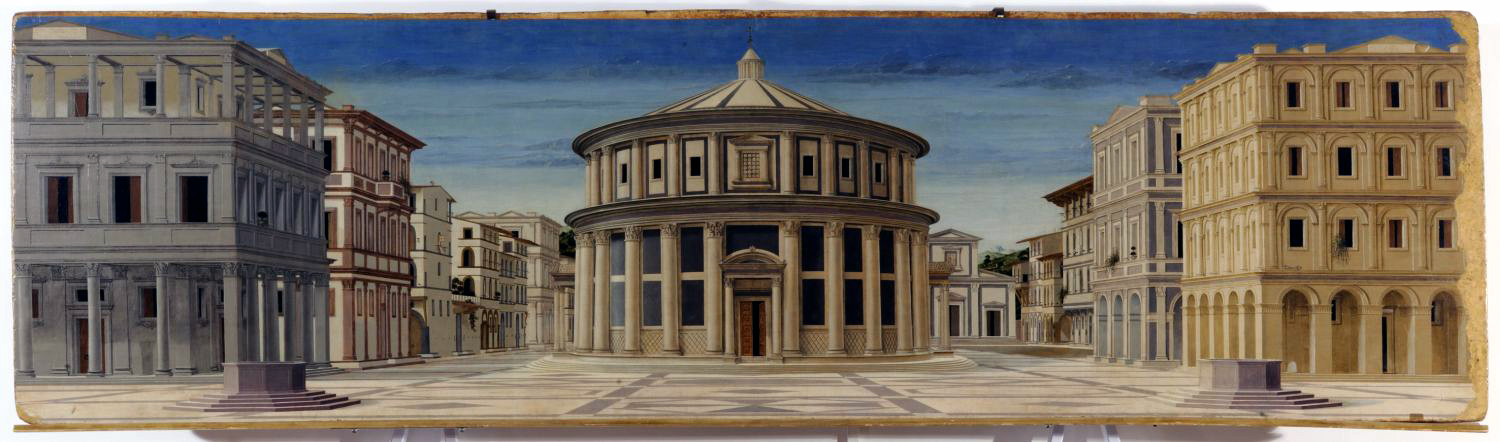
Piero della Francesca oder Melozzo da Forlì oder Leon Battista Alberti oder Luciano Laurana, Idealstadt

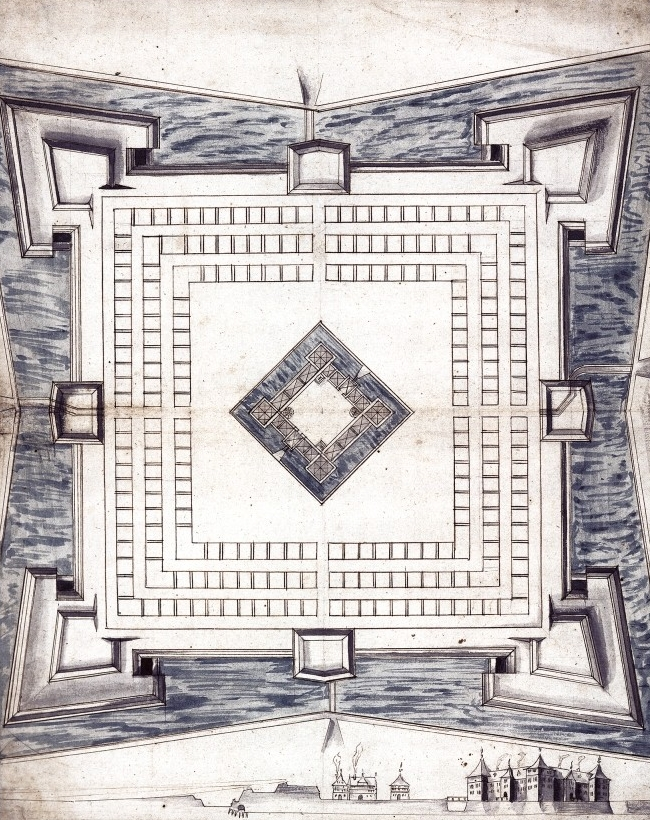
Freudenstadt als Idealstadt in Mühle-Form nach Heinrich Schickhardt

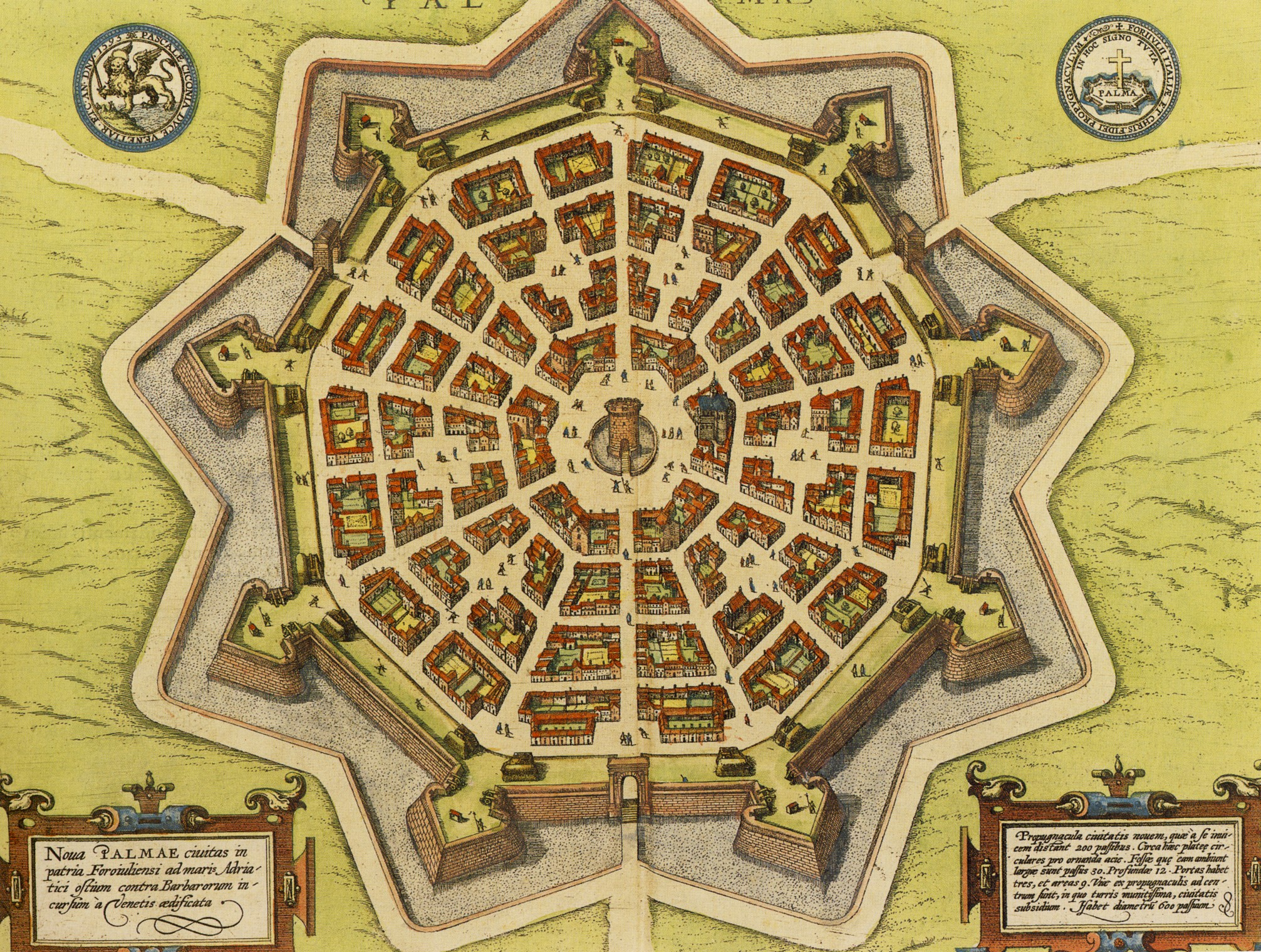
Palmanova als Idealstadt in Sternform nach Georg Braun und Frans Hogenberg

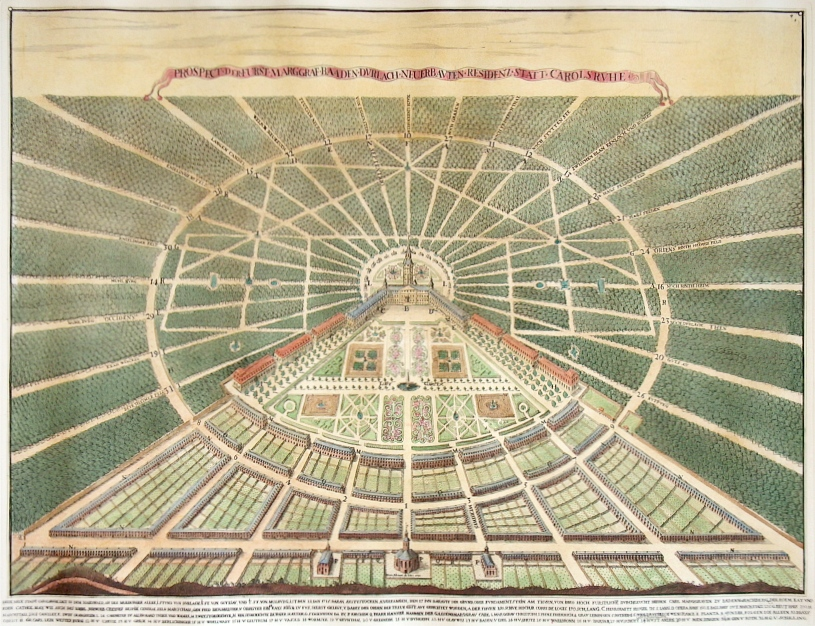
Idealisierte Ansicht von Karlsruhe, Kupferstich, 1721

Die ältesten bekannten Vorstellungen von Idealstädten, die vor allem auf die politische Organisation abzielten, stammen von Platon und Aristoteles, erste Planungen von Vitruv. In der Renaissance wurden diese Ideen von Alberti in seiner Schrift De re aedificatoria wieder aufgenommen. Auch Architekten und Künstler von Filarete über Leonardo da Vinci bis Dürer entwarfen Idealstädte. Einflussreich war auch Utopia von Thomas Morus und Der Sonnenstaat von Tommaso Campanella. Zu den wenigen gebauten Idealstädten gehören Palmanova und Sabbioneta in Italien. Das französische Chaux des Revolutionsarchitekten Claude-Nicolas Ledoux war lediglich eine literarische Utopie, basierend auf einer realisierten Salinenanlage. Die laut UNESCO welterste geplante Universitätsstadt ist Alcalá de Henares in Spanien mit seiner Universität – sie sollte die erste Civitas Dei („Stadt Gottes“) sein.
Ein starker Hang zu Idealstädten ist ab der Renaissance zu verzeichnen, jedoch wurden nur wenige tatsächlich ausgeführt. Eines der prominentesten Beispiele für eine solche Anlage aus dieser Zeit ist das rheinische Jülich, das nach einem großen Brand im 16. Jahrhundert nach idealen Vorstellungen wieder aufgebaut wurde, der ursprüngliche Plan konnte allerdings nur teilweise umgesetzt werden. Ein anderes Beispiel ist Freudenstadt, das ähnlich wie ein Mühlebrettspiel gebaut wurde und damit Ähnlichkeiten mit Dürers Idealstadt besitzt. Auch einige Bergstädte des Erzgebirges wurden nach diesem Muster errichtet. Herausragend Marienberg durch Ulrich Rülein von Calw (1519).
Auch in Residenzstädten des Barock wie Mannheim, Glückstadt, Karlsruhe oder Neustrelitz wurden teilweise  Prinzipien der Idealstadt verwirklicht. Im Allgemeinen wird bei den genannten Stadtanlagen die mittels der Straßenanordnung erzeugte städtebauliche Dominanz des jeweiligen Residenzschlosses als Abbild der absolutistischen Regierungsform interpretiert. So laufen im Falle des Karlsruher Schlosses die Hauptstraßen fächerförmig auf den Schlossturm zu; auch sind die Mannheimer Quadrate und besonders die sogenannte Breite Straße auf die dortige Residenz ausgerichtet.
Durch Karlsruhe und Mannheim inspiriert, ließ Thomas Jefferson im Jahre 1792 die Stadt Washington als künftige Planhauptstadt errichten. Unter Leitung des französischen Stadtplaners Pierre Charles L’Enfant entstand die Stadt in der geplanten Bauzeit von acht Jahren und wurde im Jahre 1800 eingeweiht. Sogar die Mannheimer Quadrate sind dort wiederzufinden.
Im späten 18. Jahrhundert entwickelte der Architekt Claude-Nicolas Ledoux die von ihm errichtete Königliche Saline in Arc-et-Senans in einem Idealprojekt weiter zu einer großen landschaftlichen Stadtutopie mit umfassender Sozialplanung.
Im späten 19. Jahrhundert traten mit dem Konzept der Gartenstadt (Garden City) von Ebenezer Howard sozialreformerische Ziele in den Vordergrund.

## Konzepte im 20. Jahrhundert
Neue Idealstadt-Konzepte entwickelten im 20. Jahrhundert u. a. Walter Burley Griffin mit der australischen Planhauptstadt Canberra (1913), Antonio Sant’Elia mit der Città nuova (1914), Le Corbusier mit der Ville Contemporaine (1922) sowie Lúcio Costa mit der Planung für die neue Hauptstadt Brasília (1956).
Sonderfälle im Sinne einer Experimentalstadt unter dem Vorzeichen einer Stadtutopie bilden die Projekte Arcosanti in Arizona (USA) und Auroville in Südindien.